# 閻士和
閻士和（？—？），字伯均，唐朝人。
生卒年不详，诗人李嘉佑的内弟，约唐代宗大历年間人。早年受业于萧颖士。與李季兰友好，後至剡县（今浙江嵊县）。著《蘭陵先生誄》、《蕭夫子集論》。